# Parapholidoptera intermixta
Parapholidoptera intermixta is een rechtvleugelig insect uit de familie sabelsprinkhanen (Tettigoniidae). De wetenschappelijke naam van deze soort is voor het eerst geldig gepubliceerd in 1961 door Karabag.